# Simone Évrard
Simone Évrard (Tournus (Burgundia), 1764. február 6. - Párizs, 1824. február 24.) a francia forradalom alatt vált híressé azzal, hogy a jakobinus vezér, Jean-Paul Marat felesége volt 1792 márciusától Marat haláláig, 1793 júliusáig. Simone Jean Antoine Corne-nak a nyomdásznak volt a sógornője, aki Marat lapjait, a L'Ami du peuple-t, és a Journal de la république française-t nyomtatta. Rajongással tekintett Marat-ra, aki a forradalom előrehaladtával el is vette feleségül. 
1793. július 13-án alkonyatkor Simone vonakodva bár, de Marat kérésére beengedte Charlotte Corday-t férje dolgozószobájába, ahol miután négyszemközt maradt vele, az meggyilkolta Marat-t.
Miután Simone észrevette, hogy mi történt, segítségért kiáltott. Az utcanép hamar beözönlött a házba, Charlotte Corday-t pedig átadták a katonaságnak, akiknek a fogoly az életét köszönhette, mert az utcanép kis híján meglincselte.
Marat halála után újságja is megszűnt, Simone pedig haláláig Párizsban maradt.
1. 1 2  Francia Nemzeti Könyvtár: BnF-források (francia nyelven)
2. ↑  https://ru.wikipedia.org/wiki/%D0%AD%D0%B2%D1%80%D0%B0%D1%80,_%D0%A1%D0%B8%D0%BC%D0%BE%D0%BD%D0%B0